# Nihon Bijutsu Tenrankai
Nihon Bijutsu Tenrankai (japanisch 日本美術展覧会), kurz Nitten (日展), bezeichnet eine jährliche, ursprünglich staatliche Kunstausstellung in Japan. Die Anfänge reichen bis 1907 zurück.

## Bunten
1907 fand unter der Aufsicht des japanischen Kultusministeriums, damals Mombushō (文部省) genannt, die erste staatliche Kunstausstellung statt, die Mombushō Bijtsu Tenrankai (文部省美術展覧会), abgekürzt „Bunten“ (文展) genannt wurde. Sie war in die drei Abteilungen
- „Malerei im japanischen Stil“ (Nihonga),
- „Malerei im westlichen Stil“ (Yōga) und
- „Bildhauerarbeiten“ gegliedert.

Arbeiten wurden nach Prüfung durch eine Jury zugelassen. Die Ausstellungsreihe fand unter diesem Namen bis 1918 zwölfmal statt, wobei für die 6. und 7. Ausstellung die Malerei im japanischen Stil in zwei Unterabteilungen gegliedert wurde.

## Teiten
Ab 1919 wurde die Ausstellungsreihe der Kaiserlichen Akademie der Künste, der Vorläufereinrichtung der heutigen Japanischen Akademie der Künste unterstellt und erhielt den Namen „Teikoku Bijutsu Tenrankai“ (帝国美術展覧会), kurz „Teiten“ (帝展). Sie wurde mit Ausnahme 1923 (Großes Kantō-Erdbeben) jährlich bis 1934, also fünfzehnmal, durchgeführt. Dabei wurde ab 1927 die Ausstellung um die „Abteilung für Kunstgewerbe“ und die Abteilung für westliche Malerei um die „Unterabteilungen Kreativer Holzschnitt“ erweitert.
1935 wurden nach einer neuen Regelung die Ausstellungen der Abteilungen Nihonga, Bildhauerarbeiten und Kunstgewerbe zurückgestellt und auf das nächste Jahr verschoben.

## Shin Bunten
Ab 1936 übernahm wieder das Kultusministerium die Ausstellung, die nun in eine reguläre und in eine Sonderausstellung aufgeteilt wurde. Sie wurde – die Sonderausstellung zum 2600-jährigen Jubiläum der Tennō-Herrschaft im Jahr 1940 nicht mitgerechnet – bis 1943 sechsmal als „Neue Bunten“ (新文展 Shinbunten) durchgeführt. Auch im Kriegsjahr 1944 konnte trotz des allgemeinen Ausstellungsverbots eine Ausstellung durchgeführt werden.

## Nitten
Nach Ende des Pazifikkriegs wurde die Ausstellung im Frühling 1946 wieder vom Kultusministerium eröffnet, gegliedert in die vier Abteilungen Nihonga, Seiyōga, Bildhauerarbeiten und Kunstgewerbe. Vom Herbst des Jahres wurde sie dann als Nihon Bijutsu Tenrankai (日本美術展覧会), kurz „Nitten“ (日展) weiter geführt. 1948 kam die „Abteilung Kalligraphie“ dazu. 1949 kam die Ausstellung von der 5. Nitten bis zur 13. Nitten unter die Leitung der Japanische Akademie der Künste.
1958 wurde die Verbindung zur Akademie der Künste gelöst, Träger wurde eine eigene Gesellschaft öffentlichen Rechts, Nitten genannt. 1969 kam es zu Strukturveränderungen, 2007 wurden 100 Jahre Ausstellung gefeiert.
und 2012 wurde die Körperschaft öffentlichen Rechts – wie auch sonst allgemein – in eine Körperschaft neuer Art überführt.

## Shin Nitten
2014 wurde wieder die Struktur angepasst, so dass man von nun an von der „Neuen Nitten“ (新日展, Shinnitten) spricht. 2017 wurde der 110-jährigen Wiederkehr der ersten Ausstellung gedacht.